# Fovu Club
O Fovu Club é um clube de futebol com sede em Baham, Camarões. A equipe compete no Campeonato Camaronês de Futebol.

## História
O clube foi fundado em 1978.